# Johannes Antonius de Kok
Johannes Antonius de Kok (ur. 28 sierpnia 1930 w Hadze) – holenderski duchowny rzymskokatolicki, w latach 1982-2005 biskup pomocniczy Utrechtu.

## Życiorys
Święcenia kapłańskie przyjął 11 marca 1956. 15 stycznia 1982 został mianowany biskupem pomocniczym Utrechtu ze stolicą tytularną Trevico. Sakrę biskupią otrzymał 6 marca 1982. 27 sierpnia 2005 przeszedł na emeryturę.